# Talfenisita
La talfenisita és un mineral de la classe dels sulfurs, que pertany al grup de la djerfisherita. El nom reflecteix la seva composició: tal·li, ferro, níquel i sofre.

## Característiques
La talfenisita és un sulfur de fórmula química Tl₆(Fe,Ni,Cu)₂₅S₂₆Cl. Va ser aprovada com a espècie vàlida per l'Associació Mineralògica Internacional l'any 1979, sent publicada per primera vegada el mateix any. La seva duresa a l'escala de Mohs es troba entre 1 i 1,5.
Segons la classificació de Nickel-Strunz, la talfenisita pertany a «02.FC: Sulfurs d'arsènic, àlcalis, sulfurs amb halurs, òxids, hidròxid, H₂O, amb Cl, Br, I (halogenurs-sulfurs)» juntament amb els següents minerals: djerfisherita, owensita, bartonita, clorbartonita, arzakita, corderoïta, grechishchevita, lavrentievita, radtkeïta, kenhsuïta, capgaronnita, perroudita, iltisita, demicheleïta-(Br) i demicheleïta-(Cl).

## Formació i jaciments
Va ser descoberta a la mina Oktyabrsky, situada al dipòsit de coure i níquel de Talnakh, a Norilsk (Krai de Krasnoiarsk, Rússia), tractant-se de l'únic indret de tot el planeta on ha estat descrita aquesta espècie mineral.